# ГЕС Мачикура
ГЕС Мачикура (ісп. Machicura) — гідроелектростанція в центральній частині Чилі у регіоні Мауле (VII Регіон). Знаходячись між ГЕС Колбун (вище за течією) та ГЕС Сан-Ігнасіо, входить до складу каскаду на річці Мауле, яка впадає до Тихого океану в місті Констітусьон.
Відпрацьована на ГЕС Колбун вода по відвідному тунелю/каналу потрапляє до сховища Machicura, створеного у сточищі струмка Estero Machicura, який впадає праворуч до Ріо-Рарі, правої притоки річки Путаган, що в свою чергу впадає праворуч до Лонкомілла (ліва притока Мауле). Тут звели земляну гребля висотою 32 метри та довжиною 540 метрів, яка потребувала 1,2 млн м3 матеріалу, крім того, існує бічна дамба довжиною до 2,7 км. Разом вони утримують водойму з площею поверхні 8 км2 та корисним об'ємом 12 млн м3, що забезпечується коливанням рівня поверхні між позначками 255 та 257,5 метра НРМ.
Через два тунелі довжиною по 231 метру зі спадаючим діаметром від 8,4 до 5,6 метра вода подається до розташованого неподалік греблі машинного залу. Останній обладнаний двома турбінами типу Каплан загальною потужністю 95 МВт, які працюють при напорі у 37 метрів.
Відпрацьована вода відводиться до Мауле через протяжний канал довжиною 23 км, який одночасно виконує іригаційну функцію для оточуючої рівнини.